# Приоцько-Терасний заповідник
54°55′ пн. ш. 37°34′ сх. д. / 54.91° пн. ш. 37.57° сх. д.
Приоцько-Терасний біосферний заповідник — один з найменших заповідників Росії, що розкинувся на лівому березі Оки у Серпуховському районі Московської області. Заповідник було створено в 1945 році у складі Московського заповідника. У ньому можна зустріти 900 видів рослин, 130 видів птахів та 54 видів ссавців. В 1948 році було створено розплідник для заселення регіону європейськими зубрами з Біловезької пущі та Західного Кавказу. Також є невелике стадо американських бізонів.
Дуже важливим для вчених був той факт, що Приоцько-Терасний заповідник розташований на межі підзони європейської тайги з домішкою широколистяних видів та підзоною широколистяних лісів. Функції заповідника полягали у збереженні типових екосистем та унікальному спостереженні за природною динамікою екосистем та їх компонентів (біота, ґрунти, води, клімат), вивченні впливу антропогенних факторів на зміну природного стану природного навколишнього середовища на території біосферного заповідника та підготовка дослідників з питань збереження та моніторингу навколишнього середовища.
Заповідник займається відновленням поголів'я бобрів та зубрів.

## Природа

### Флора
У Приоцько-Терасному заповіднику налічується понад 960 видів вищих рослин. Основними породами дерев є сосна, ялина, липа, дуб, береза, осика. Ліси, що складаються в основному з цих порід дерев, займають 93 % площі заповідника, або 4537 га. Переважають приоцькі бори з ділянками широколистяних лісів. У стародавніх остепнених борах ростуть: дрік красильний, жарновець, вероніка сива, осока вереснякова тощо, А на вершинах піщаних пагорбів і валів — різні види Cladonia. У сосново-липово-дубових лісах є домішка з клена і ялини і рясний підлісок з ліщини, бруслини бородавчастої, калини, жимолості тощо. У складі соснових лісів північної частини заповідника — бори брусничні, чорничні, квасеничні; на реліктовому сфагновому болоті достигають журавлина і лохина, є зарості багна болотного, ростуть росичка, Andromeda, Comarum.

### Фауна
На території заповідника зареєстровано 140 видів птахів з 14 рядів.